# 市毛良枝
市毛 良枝（いちげ よしえ、1950年〈昭和25年〉9月6日 - ）は、日本の俳優、登山家、タレント。NPO法人日本トレッキング協会理事。
静岡県田方郡修善寺町（現：伊豆市）出身、アミューズ所属。以前は、ハーキュリーズに所属していた。

## 来歴・人物
医師でクリスチャンの父のもと、伊豆修善寺町で誕生。
立教女学院では松任谷由実の実姉とクラスメートであった。市毛も松任谷は立教女学院当時から校内で目立っていたといい、市毛と姉は仲良しだったと松任谷が自身のインターネットラジオ『ウィークエンドスペシャル 松任谷由実はじめました』で語っている。 立教女学院中学校・高等学校卒業後、文学座や劇団俳優小劇場の養成所に入り、女優人生をスタートさせる。
1971年、『冬の華』でテレビドラマ初出演。この時から文学座出身の関係で其田事務所の所属となる。
1977年から出演したライオン奥様劇場の『小さくとも命の花は』から始まる初井言榮との一連の「嫁姑シリーズ」は、1984年の『喜劇 女の戦争』まで9作を数えた。このシリーズで演じた新妻のイメージから、「理想の花嫁ナンバー1」「お嫁さんにしたい女優ナンバー1」とも呼ばれた。
1980年に男性誌『GORO』（小学館）でフルヌードを披露して話題となる。
1988年9月に弁護士の小川敏夫と結婚して9年後に離婚する。報知新聞が離婚について「小川の市毛への暴力が原因」と報ずると、小川は名誉棄損とプライバシー侵害で損害賠償と謝罪広告掲載を求めて東京地裁に提訴し、東京地裁は報知新聞社に慰謝料の支払いと謝罪広告の掲載を命じた。
40歳直前の時期にひょんなきっかけで登山も行うようになる（後述）。登山開始から3年後の1993年にはキリマンジャロ登頂。 #登山とのかかわり
俳優業の方は、中年以降は母親役を中心に活躍。
2012年より現事務所のアミューズへ移籍。
60歳ころからは社交ダンスにも熱中している。

### 登山とのかかわり
医師であった実父が献体を言い残して亡くなり、その解剖結果を父の担当医に報告した時に誘われて登山を始める。それまでスポーツ経験は全くなかった市毛だったが、初めての登山、2泊3日の北アルプス燕岳（2763ｍ）・常念岳（2857ｍ）は非常に楽しいものであった。1999年には自らの経験を題材にした『山なんて嫌いだった』も出版し、環境問題にも関心を持つようになった。同年、環境庁（現環境省）の環境カウンセラーに登録され、田部井淳子率いる環境調査隊に参加した。1993年にはキリマンジャロ登頂。
2007年6月から2008年7月までは、登山ブログ『遊歩の楽しみ 〜 街から山へ、山から街へ』も綴っていた。

## 出演

### テレビドラマ

#### NHK
- 大河ドラマ
  - 「新・平家物語」（1972年） - 典子
  - 「独眼竜政宗」（1987年） - 綾御前
- 銀河テレビ小説
  - 「永すぎた春」（1975年）
  - 「故郷はみどり」（1986年10月）
- オホーツクへ（1980年）
- 包丁いっぽん －夢、みてますか－（1993年）
- ドラマ新銀河
  - 「母の出発」（1995年8月 - 9月） - 半田谷子
  - 「いらっしゃい」（1996年9月） - 御成巴
- 女性捜査官アイキャッチャー（1999年） - 岡千絵
- 柳橋慕情 第7話（2000年）
- 結婚のカタチ（2004年） - 相馬和子
- ディロン〜クリスマスの約束（2006年） - 安田綾乃
- ハイビジョン特集「妻を看取る日・-国立ガンセンター名誉教授の喪失と再生の記録-」（2010年、BS-hi）
- ラストマネー -愛の値段-（2011年） - 金子千種
- 桜ほうさら（2014年） - 古橋里江
- サイレント・プア（2014年） - 里見幸子
- お葬式で会いましょう（2014年） - 大田黒靖恵
- 芙蓉の人〜富士山頂の妻（2014年） - 梅津糸子
- ボクの妻と結婚してください。（2015年） - 香取和子
- ザ・プレミアム「スペシャルドラマ戦艦武蔵」（2016年） - 真中よしえ
- マチ工場のオンナ（2017年）- 須藤百合子
- 団地のふたり 第7話（2024年10月13日、NHK BS・NHK BSプレミアム4K） - 結城祐子 [6]

#### 日本テレビ系列
- 伝七捕物帳
  - 第2話「鬼娘の涙」（1973年）
  - 第39話「どぶねずみ退治」（1974年） - 早苗
  - 第67話「幼なじみに恋が散る」（1975年） - お千代
  - 第103話「花の錦の三姉妹」（1976年） - お良
  - 第128話「むすめ十手はなぜ重い」（1976年）
  - 第139話「とんだ火の粉の後始末」（1977年） - おたみ
- はぐれ刑事 第13話「冬よ せめて美しくあれ」（1975年）
- 剣と風と子守唄 第3話「紅い罠」（1975年）
- 桃太郎侍 第12話「はるかなる江戸の灯」（1976年） - 沙織
- 十手無用 九丁堀事件帖 第26話「九丁堀ニセ者大作戦」（1976年） - お葉
- 犬笛 娘よ、生命の笛を吹け（1978年7月 - 8月）
- 西遊記II 第25話「虎竜魔王 悟空の慕情」（1980年） - 秋玉
- 黄金の犬 第6話（1980年）
- 火曜サスペンス劇場
  - 「ママに殺意を」（1981年）
  - 「少年は見ていた」（1983年11月1日） - 速見ひな子
  - 「見えない橋」（1984年）
  - 「観覧車は見ていた」（1984年12月11日）
  - 「愛する妻への遺書」（1985年10月8日）
  - 「お連れの方 男と女は破局の終着駅に向かう」（1986年8月19日）
  - 「駅に佇つ人」（1986年10月28日）
  - 「過失」（1989年3月28日、福岡放送）
  - 「小さな証言者 パパが殺された! あの子は嘘つき少女?」（1989年9月12日）
  - 「最終電車を待つ女 たった一枚の写真が、はかない夢を追う主婦の運命を変えた」（1989年12月26日、中京テレビ）
  - 「ベビーシッター殺人事件」（1990年4月24日）
  - 「名無しの探偵11 ガラスの少女」（1995年8月1日）
  - 「いのち 夫殺しの疑惑の娘は記憶喪失で妊娠4ヵ月 - 産婦人科医の母の苦悩の決断」（1998年7月21日） - 産婦人科医・森道子
  - 「孤独な果実」（2000年11月28日）
  - 「盲人探偵・松永礼太郎13 愛する人へ 点字の手紙は死への招待状…白ユリの香りに狂う心優しき隣」（2001年2月27日）
  - 「松原完治 お金ちょうだい致します - もう払えない!借金地獄の夫婦と復讐鬼の老人が握る血染めの刃」（2004年3月30日）
- 長七郎江戸日記 第1シリーズ 第9話「風流悪人狩り」（1983年）
- 燃えて散る〜炎の剣士 沖田総司（1984年）
- 妻たちの課外授業（1985年） - 紺野真弓
- 木曜ゴールデンドラマ（読売テレビ）
  - 「私が殺した女」（1982年8月19日）
  - 「赤い罠」（1985年6月6日）
  - 「秘密結婚」（1986年6月12日）
  - 「愛を描く女」（1989年8月24日）
  - 「証言しない女」（1991年4月11日）
  - 「平成OL再婚事情」（1992年1月23日）
- 主婦代行いたします（1987年） ‐ 桑野萌子
- 水曜グランドロマン
  - 「雪やどり」（1988年12月21日）
  - 「妻たちの二世帯住宅作戦」（1991年5月21日）
- あの夏に抱かれたい（1989年）
- お父さん（1990年） - 中村敦子
- ドラマシティ'93 「ふられ上手」（1993年2月4日、読売テレビ）
- 禁断の果実（1994年） - 内海麻子
- 日本一短い「母」への手紙「再婚」（1995年4月5日）
- STATION（1995年）
- 日本テレビ開局45年記念ドラマ「嫁とり婿とり大騒動」（1998年1月6日）
- shin-D「1998いずみ白書」（1998年10月6日 - 27日）
- 伝説の教師（2000年） - 山村銀子
- 本家のヨメ（2001年） - 奥山美枝
- Pure Soul〜君が僕を忘れても〜（2001年） - 瀬田鈴子
- 伝説のマダム（2003年） ‐ 藤ノ森洋子
- 瑠璃の島（2005年 - 2006年） - 新垣佳枝
- ユウキ（2006年） - 三田ひとみ
- 百鬼夜行抄（2007年） - 飯嶋八重子
- 貧乏男子 ボンビーメン（2008年） - 小山静江
- RESET（2009年） - 高尾政子
- ブルドクター（2011年） - 中川瑞江
- この世界の片隅に（2011年） - 北條サン
- 松本清張 球形の荒野（2014年） - 野上孝子
- 怪盗 山猫（2016年） - 細田芳子
- 福岡放送開局50周年スペシャルドラマ 「天国からのラブソング」（2020年3月15日、福岡放送 / 3月20日、BS日テレ） - 康子 役[7]
- 天国からのラブソング（2020年） ‐ 光井康子
- コントが始まる（2021年） - 高岩由加里 役
- ZIP! 朝ドラマ「パパとなっちゃんのお弁当」（2023年1月16日 - 3月17日） - 遠山靖子
- セクシー田中さん（2023年） - 笙野悦子

#### TBS系列
- 木下恵介 人間の歌シリーズ
  - 「冬の華」（1971年） ※テレビデビュー作
  - 「風の町」（1974年）
- 東芝日曜劇場
  - 第822回「もしか或る日」（1972年）
  - 第1488回「姉」（1985年7月14日、中部日本放送） - 妹・由紀
  - 第1584回「厄落し女二人旅」（1987年5月17日、RKB毎日放送）
  - 第1673回「カラス泣いたか笑ったか」（1989年2月12日、北海道放送）
  - 第1762回「カラス係長奮闘記 密猟」（1990年11月18日、北海道放送）
  - 第1796回「カラス係長奮闘記 青い鳥とんだ!?」（1991年7月28日、北海道放送）
  - 第1838回「カラス係長奮闘記・春の声」（1992年5月31日、北海道放送）
- 新諸国物語 笛吹童子（1972年） - 胡蝶尼
- 助け人走る 第36話「解散大始末」（1974年、朝日放送） - おみの
- 水戸黄門 第5部 第18話「身がわり花嫁 -宇和島-」（1974年） - おのぶ
- 影同心 第12話「花も恥じらう殺し節」（1975年、毎日放送） - 千代
- 影同心II 第8話「妻の秘め事乱れ菊」（1975年、毎日放送） - 佐代
- 隠し目付参上 第14話「半年先の天下を見たか」（1976年） - 志乃
- 明日の刑事
  - 第5話「太陽がいっぱい アリバイもいっぱい」（1977年）
  - 第76話「美女の復讐するは我にあり」（1979年）
- 七人の刑事 第46話・第63話（1978年）
- ひまわりの歌（1981年）
- ザ・サスペンス
  - 「逆流」（1982年）
  - 「殺人刑事が愛した女〜一億八千万円は誰のもの?〜」（1982年）
  - 「一億人を敵にした男 復讐するは我にあり」（1984年） - 根津加津子
  - 「戦後最大の殺人鬼・勝田清孝に間違えられた男」（1984年9月29日） - 妻
- 少女に何が起ったか（1985年） - 野川文子
- 水曜ドラマスペシャル
  - 「だから夫婦交換」（1985年9月4日）
  - 「二十歳の祭り」（1986年7月30日）
  - 「妻の知らない夫の顔」（1986年12月17日）
  - 「欲ばり家の人々」（1987年6月24日）
- 好色一代男 世之介の愛して愛して物語（1986年1月1日）
- ママは幽霊がお好き（1988年）全4回
- 土曜ドラマスペシャル「新・東京物語」（1989年2月28日） - 次男の嫁・紀子
- おめでた（1989年）
- 月曜ドラマスペシャル
  - 「みちのく露天風呂 べに花殺人事件」（1990年8月20日）
  - 「夫が倒れた日」（1991年2月18日）
  - 「精神外科医1 心の眼で治したい!」（1992年11月16日）
  - 「精神外科医2 失明の外科医が心のメスで病に迫る!」（1993年9月13日）
  - 「最後の恋 単身赴任課長が愛した女は人妻だった!妻子持ちの管理職ギリギリの選択」（1997年5月12日）
  - 「夏の旅情サスペンス4 北アルプス穂高連峰殺人ルート」（1997年7月24日）
  - 「リストラ刑事 人情派刑事が妻にも言えず突然辞表を出した」（1998年2月1日） - 妻・秋子
- 月曜ゴールデン
  - 浅見光彦シリーズ 30回記念作品「化生の海」（2011年9月19日） - 三井所節代
  - 「捜査指揮官 水城さや」（2013年 ‐ 2015年） - 水城千代子
  - 「刑事夫婦1」（2014年） - 雉子牟田静江
- 敬老の日ドラマスペシャル「ワーキングウーマン 明子の戦争」（1992年9月15日、RKB毎日放送）
- 谷口六三商店（1993年） - 谷口初枝
- 子子家庭は危機一髪（1993年） - 坂部由紀子
- 俳優座創立50周年記念「命なりけり 悲劇の外相東郷茂徳 戦争終結に全力を投じ、獄中に散った父」（1994年8月15日）
- 命燃えて（1997年、毎日放送） - 西岡槙子
- Sweet Season（1998年） - 藤谷哉弥子
- いばらの償い（2000年、毎日放送）
- 白い影（2001年） - 志村清美
- モーニング娘。新春! LOVEストーリーズ「3rd story「時をかける少女」」（2002年1月2日）
- ママの遺伝子（2002年） - 弓江
- マイリトルシェフ（2002年） - 鴨沢多美子
- モーニング娘。サスペンスドラマスペシャル「おれがあいつで あいつがおれで」（2002年12月28日）
- あなたの人生お運びします!（2003年）
- 元カレ（2003年） - 柏葉弓江
- ヤンキー母校に帰る（2003年） - 金井小夜子
- 桜咲くまで（2004年） - 若林道子
- 新しい風（2004年） - 延岡さつき
- 結婚式へ行こう!（2006年 - 2007年） - 五十嵐静江
- 猟奇的な彼女（2008年） ‐ 林田五月
- 官僚たちの夏（2009年） ‐ 朝原弥生
- 浅見光彦〜最終章〜（2009年） - 谷本咲枝
- 同窓生〜人は、三度、恋をする〜（2014年） - 柳治子
- ホテルコンシェルジュ（2015年） - 菅野友美
- 月曜名作劇場 「浅見光彦シリーズ5」（2019年） - 笠原清美
- インハンド（2019年） ‐ 小泉陽子

#### フジテレビ系列
- 二人の素浪人 第14話「地蔵河原に砂金が舞う」（1972年） - 早苗
- 銭形平次 ※大川橋蔵版
  - 第386話「夏の終り」（1973年） - お波
  - 第423話「哀しき追跡」（1974年） - 綾乃
  - 第548話「お七は殺しを見た」（1976年） - お七
  - 第689話「大江戸十手祭り」（1979年） - おしま
  - 第713話「大江戸大地震」 - 第888話「ああ十手ひとすじ!! 八百八十八番大手柄」（1980年 - 1984年） - おきよ
- 大久保彦左衛門 第18話（1974年2月）
- ぶらり信兵衛 道場破り 第43話「侍だましい」（1974年） - 堀江みの
- 特捜記者 犯罪を追え! 第22話「黒いバラの女」（1974年、関西テレビ）
- 座頭市物語 第5話「情知らずが情に泣いた」（1974年） - しの
- お耳役秘帳 第4話「六万石を喰う男」（1976年、関西テレビ） - お秀
- 夫婦旅日記 さらば浪人 第15話「三十五万石を賭けた恋」（1976年）
- 江戸の旋風II 第30話「奴凧のかげに」（1976年）
- 刑事物語・星空に撃て! 第5話「東京オフィス街 仮面の現金強盗」（1976年）
- ライオン奥様劇場・嫁姑シリーズ[1]（全9作）
  - 『小さくとも命の花は』（1977年3月 - 5月） - 三津子
  - 『私は泣かない』（1977年8月 - 10月）
  - 『私は負けない』（1978年5月 - 6月）
  - 『私は逃げない』（1979年2月 - 5月）
  - 『わたしは翔ばない』（1980年2月 - 4月）
  - 『私は後妻よ』（1981年1月 - 2月）
  - 『私は後妻よII』（1982年1月 - 3月）
  - 『喜劇 女の天下』（1983年8月 - 9月）
  - 『喜劇 女の戦争』（1984年8月 - 9月）
- 忘れがたき日々（1978年、関西テレビ）
- 柳生一族の陰謀 第10話「血塗られた婚礼」（1978年、関西テレビ） - 千春
- 旅がらす事件帖 第2話「明日は何処の みだれ雲」（1980年、関西テレビ） - お里
- 時代劇スペシャル
  - 江戸っ子祭 太助・家光・彦左（1981年） - お仲
  - 江戸の大騒動 太助・家光・彦左（1982年） - お仲
- おだいじに… 気になるあいつ（1981年、関西テレビ） - 白川あぐり
- うちの嫁さんあっちむいてプイ!（1981年）
- うちの嫁さんどっちむいてプイ!（1982年）
- 家族だから（1983年）
- 月曜ドラマランド
  - 「長谷川町子の意地悪クッキー いたずらワンワンとワンパク3つ子が大混線」（1983年） - 犬飼愛
  - 「どっきり天馬先生 (8)」（1983年6月27日）
- 別れていい友（1983年7月 - 9月）
- 大奥（関西テレビ）
  - 第4話「禁じられた愛」・第5話「お湯殿の誘惑」（1983年） - お振（家光側室）
  - 第38話「大奥のメリークリスマス」（1983年） - 小夜
- 静かなる良人（1984年）
- 金曜ファミリーワイド 「松本清張の地の骨 消えた入試問題 女が決めた教授の椅子」（1984年） - 川西満江
- 金曜女のドラマスペシャル
  - 「時間の風蝕 金沢・修善寺 女の完全犯罪」（1984年11月30日）
  - 「白い悪魔」（1985年）
  - 「愛を刺した女」（1985年11月29日）
  - 「蒸発」（1986年10月8日）
- 間違いだらけの夫選び（1985年）
- 新春ドラマスペシャル「女たちの場所」（1986年1月3日）
- 夏樹静子サスペンス 「ベビーホテル」（1986年2月17日、関西テレビ）
- 現代怪奇サスペンス 「鏡の中の男 夢?現実?一度だけの浮気（1986年8月18日、関西テレビ）
- 間違いだらけの女磨き（1987年）
- 男と女のミステリー
  - 「マル秘を盗聴する女」（1988年8月5日）
  - 「殺意を秘めた女」（1989年5月19日）
- 愛の復讐（1989年4月3日） - 愛人・朝子
- 秋のドラマスペシャル「オレゴン日記'89」（1989年10月5日）
- ドラマスペシャル「オレゴンから愛II オレゴン日記'90」（1990年8月30日）
- 花王名人劇場（関西テレビ）
  - 裸の大将 第53話「清のニセ者さつまあげ」（1992年3月1日） - 矢島信子
- 金曜ドラマシアター
  - 「主婦たちのざけんなヨII 第3話「パートさん優遇す?」（1992年5月15日）
  - 「北海道文化放送40周年記念ドラマ 泣きたいほどの淋しさに」（1992年11月27日、北海道文化放送）
- 花王ファミリースペシャル（関西テレビ）
  - 「エベレストママさん」（1993年6月27日・7月4日、全2回） - 主演・田部井淳子
- 陽のあたる場所（1994年） - 長谷川君枝 役
- 銭形平次 第5シリーズ 第1話「消えた弁財天」（1995年） - おしん
- ドラマスペシャル「結婚式まで」（1997年4月26日、東海テレビ）
- 小市民ケーン（1999年） - 紺野静江 役
- やまとなでしこ（2000年） - 中原富士子 役
- 愛は終わらんバイ（2001年、テレビ西日本）
- 整形美人。（2002年） - 藤島紫乃 役
- 金曜エンタテイメント
  - 「完全再現! 北朝鮮拉致…25年目の真実」（2003年9月12日）
  - 特別企画「8・12日航機墜落事故 20年目の誓い〜天国にいるわが子へ〜」（2005年8月12日） - 能仁怜子
- めだか（2004年） - 目黒みず江
- がんばっていきまっしょい（2005年） - 篠村友子
- 女の一代記（2005年） - 瀬戸内コハル
- 小早川伸木の恋（2006年） - 添田さより
- ちびまる子ちゃん（2006年） - さくらこたけ（おばあちゃん）
- 牛に願いを Love&Farm（2007年） - 芦崎富貴子
- 夏の恋は虹色に輝く（2010年） - 北村君江
- 天使の代理人（2010年） ‐ 桐山冬子
- 結婚しない（2012年） - 田中紀子
- 鴨、京都へ行く。-老舗旅館の女将日記-（2013年） - 上羽薫
- 独身貴族（2013年） - 春野さち
- 金田一耕助VS明智小五郎ふたたび（2014年） - 折口庸子
- 心がポキッとね（2015年） - 小島久江
- BARレモン・ハート 秋の2時間スペシャル （2017年）- 有島洋子
- 日本一の最低男 ※私の家族はニセモノだった 第9話・最終話（2025年3月6日・20日） - 高田あき子 [8]
- 金曜プレステージ
  - 「まだ見ぬ父へ、母へ・魂で歌う青い海〜全盲のテノール歌手・新垣勉の軌跡」（2007年） - 三宅節子
  - 「屋台弁護士3」（2009年） - 松島喜美枝
  - 「悪党」（2012年） - 山崎恵子
- ほんとにあった怖い話
  - 「黒髪の女」（2005年） ‐ 伊藤佐枝子
  - 「憑く男」（2009年） ‐ 石川優子
- 郷土の偉人シリーズ（テレビ熊本）
  - 「空の開拓者 日野熊蔵伝」 ‐ 主演・日野ヤス（神保悟志とW主演）
- 土曜プレミアム
  - 「ドラマミステリーズ 〜カリスマ書店員が選ぶ珠玉の一冊〜」『情けは人の…』（2017年） - 北川喜代

#### テレビ朝日系列
- 遠山の金さん捕物帳
  - 第153話「貧乏を食う男」（1973年） - お紗
  - 最終話「お光に正体を明かした男」（1973年） - お軽
- 幡随院長兵衛 第23話「拐（かどわ）かされた女」（1974年） - お裕
- 狼・無頼控 第22話「（秘）殺しの手順」（1974年、毎日放送）
- 必殺必中仕事屋稼業 第24話 「知られて勝負」（1975年、ABC / 松竹）－ お久
- 非情のライセンス 第2シリーズ
  - 第35話「兇悪の裏帳簿」（1975年） - リサ
  - 第84話「兇悪の死刑執行人」（1976年） - 古畑京子
- 破れ傘刀舟 悪人狩り
  - 第20話「天保御鷹秘録」（1975年） - お千代
  - 第33話「欲望の檻の中で」（1975年） - お初
  - 第87話「謎の梅屋敷」（1976年） - お美輪
  - 第112話「若きいのちの叫び」（1976年） - お妙
- 人魚亭異聞 無法街の素浪人 第17話「狼たちの挽歌」（1976年） - ふみ
- 遠山の金さん 第1シリーズ 第59話「友情」（1976年）- おはる
- 破れ奉行 第15話「深夜の水門大爆破」（1977年） - お袖
- 新幹線公安官 第2シリーズ 第7話「奪われたハネムーン」（1978年）
- 判決（1978年 - 1979年、テレビ朝日） - つぐみ
- チェックメイト78 第16話「警部とミッドナイトクラブ」（1978年、朝日放送）
- 江戸の牙 第1話「炎上! 赤馬を斬れ」（1979年） - 榊綾
- 鉄道公安官 第25話「誘拐特急・ママ、早く来て!」（1979年）
- サンキュー先生（1980年） - 都築晴枝
- 柳生十兵衛あばれ旅 第7話「宿場に散った花一輪」（1982年） - しのぶ
- 乳房よ眠れ（1984年5月24日）
- ゴールデンワイド劇場
  - 「ガン病棟のメス 恐怖の人体実験・パパを助けて!」（1982年5月31日） - 美しい人妻
- 月曜ワイド劇場
  - 「無影燈」（1982年10月4日） - 看護婦の倫子
  - 「不倫の子 戸籍裁判7年目の逆転 妻は誰の子を生んだか?」（1984年6月18日）
  - 「団地妻の告白 ペンキ魔があばく性の秘密」（1984年8月13日）
  - 「結婚詐欺の女」（1984年10月15日、朝日放送）
  - 「ピンク街の聖母たち」（1984年12月24日）
  - 「温泉街の聖母たち」（1985年12月30日）
- 火曜スーパーワイド
  - 「君の名はかぼちゃ、ママの不倫!?すれ違い郡上八幡 - 南太平洋」（1988年8月30日、朝日放送）
  - 「お引越し 未亡人社長奮戦記 どんなものでも運びます!」（1989年7月18日）
  - 「お引越しII 皆で運べば恐くない」（1990年1月23日）
- 火曜ミステリー劇場「お引越し殺人事件」（1990年8月14日）
- 土曜ワイド劇場
  - 「図ぶとい奴 危険な賭け」（1978年）
  - 「幽霊海岸」（1978年）
  - 「いのち果てるまで 涙のホームラン」（1978年）
  - 「復顔 整形美女の復讐」（1979年）
  - 「悪魔の花嫁 呪われた百物語」（1980年）
  - 「女教師 コンクリート殺人事件」（1980年）
  - 「偽装誘拐 貧乏くじは君が引く」（1980年）
  - 「年末怪奇特選! 怪奇! 金色の眼の少女」（1980年）
  - 「三毛猫ホームズの追跡」（1980年6月14日） - 相良みどり
  - 「女弁護士 朝吹里矢子 (5) 華やかな狙撃者（1981年5月30日）
  - 「汚名の女 二重殺人方程式」（1981年）
  - 「夏樹静子の風の扉」（1983年）
  - 「松本清張の証言 私の愛人 - 29才、独身OL、関係5年…」（1984年7月7日） - OL・梅谷千恵子
  - 「ガラスの断崖 あなた、助けて! 悪魔に襲われる人妻の叫び」（1984年8月4日）
  - 「ダイエット殺人事件 レオタード熟女たちの危険なプレイに美人トレーナーが…」（1985年5月18日） - ヘルスクラブに勤める葉子
  - 「レイプ囚に愛された女 誘惑!復讐!白い肌の殺人依頼」（1985年8月10日） - 早苗
  - 「カルチャースクール連続殺人事件 人妻の死体はヨガのポーズで横たわる」（1987年1月24日、朝日放送）
  - 「ダンススクール連続殺人」（1988年3月12日） - 主婦・寺沢とも子
  - 「伊豆リゾートホテル男女連続殺人!」（1988年7月23日、朝日放送） - 伸子
  - 「ドライバースクール殺人事件 美人妻が夫の留守に…血塗られた不倫願望」（1991年10月19日）
  - 「セールスレディ連続殺人事件 美人教師の華麗な転職!年下の男は禁断の香り（1991年12月21日、朝日放送）
  - 「雪国で消えた女!! 愛の逃避行」（1993年2月20日）
  - 「新・女弁護士 朝吹里矢子 (3) 逆転の法廷! 不倫愛の男女が狙った法律の抜け穴」（1996年3月23日）
  - 「新・女弁護士 朝吹里矢子 (4) 僧衣を着た銀行強盗の告発!? 夫を殺した黒い欲望を妻が暴く」（1996年10月19日）
  - 「家政婦は見た! (16) 名門ファッションデザイナー家族の乱れた秘密」（1997年7月5日）
  - 「女請負人」（2000年） - 浅川たか子
  - 「事件10」（2003年） - 工藤弘子
  - 「はみだし弁護士・巽志郎10」（2006年） - 小野田君子
  - 「新・警視庁女性捜査班」（2006年 - ） - 小津泰子
  - 「温泉(秘)大作戦9」（2010年） - 田部琴子
  - 「タクシードライバーの推理日誌27」（2010年） - 赤石房江
- 新春ドラマSP「俺たちがむしゃら甲子園 妻が贈る愛のトロフィー」（1986年1月4日、朝日放送） - 渡正子
- 元日ドラマSP「花の図鑑 結婚したい女、したくない女・香港 - 花巻 - 鎌倉」（1988年1月1日） - バーのマダム・薫
- ダウンタウン探偵組（1988年、朝日放送）
- 新春ドラマスペシャル「春燈」（1989年1月2日）
- 毎日が日曜日（1989年） - 妻・和代  ※全3回
- 高円寺純情商店街（1990年4月 - 5月）
- サントリーミステリースペシャル「女性TVリポーター殺人事件」（1991年8月2日、朝日放送）
- 春の時代劇SP「桃太郎侍 狙われた将軍の首・帰って来た桃太郎、小田原－江戸－日光で怒りの鬼退治!」（1992年4月2日）
- ル・マンへ熱き涙を（1992年6月15日）
- いちご白書（1993年） - 橋本和江
- 結婚 私が好きですか 「夢を破る赤い衝撃!」（1993年5月13日、朝日放送）
- ミラクル 仮面高校生（1995年、朝日放送）※全2回
- Pure Soul〜君が僕を忘れても〜（2001年） - 瀬田鈴子
- 恋は戦い!（2003年） - 高盛花枝
- 富豪刑事（2005 - 2006年） - 鈴木松江
- ペーパー離婚〜娘の結婚VS親の離婚〜（2010年） - 高山三千子
- 愛・命 〜新宿歌舞伎町駆け込み寺〜（2011年） - 金美淑
- 市長はムコ殿（2012年） - 秋吉乙女
- 復讐法廷（2015年） - 中原明子
- 妻と飛んだ特攻兵（2015年） - ナレーション
- 警視庁・捜査一課長（2017年） - 真下久美
- 無用庵隠居修行（2017年 ‐ ）松田郁
- 越路吹雪物語（2018年） - 岩谷時子
- 白い巨塔（2019年） - 黒川キヌ
- 日曜ワイド 「人類学者・岬久美子の殺人鑑定7」（2017年） ‐ 高倉豊美子
- 日曜プライム｢ 庶務行員・多加賀主水4｣（2020年） - 大沢勝子
- M 愛すべき人がいて（2020年4月 - 7月、テレビ朝日） - 幸子（アユの祖母） [9]
- 未来への10カウント（2022年4月14日 - 6月9日、テレビ朝日） - 芦屋珠江 [10][11]
- 科捜研の女 season23 第1話（2023年8月16日、テレビ朝日） - 阿久津敏子 [12]

#### テレビ東京系列
- プレイガール 第268話「絡みもつれた欲情」（1974年、東映）- 梢
- 大江戸捜査網（三船プロ）
  - 第201話「必死の逃亡者」（1975年） - おみつ
  - 第219話「渡世人 命の捨て場」（1975年） - おけい
  - 第254話「身代わり囚人の罠」（1976年） - お葉
  - 第325話「笹笛に泣く女の悲哀」（1978年） - おさえ
  - 第404話「金塊の陰で泣く女」（1979年） - 小夏
- ザ・スーパーガール 第14話「白昼の悪夢 レイプされた人妻は?」（1979年）
- 月曜・女のサスペンス
  - 「愛のアリバイ」（1989年2月13日）
  - 「ためらい疵 夫殺し疑惑の妻に謎の切傷」（1990年3月26日）
- パパと呼ばせて!（1992年1月 - 2月）
- 水曜女と愛とミステリー
  - 「多摩南署たたき上げ刑事・近松丙吉」（2001年 ‐ 2016年） ‐ 近松春子
  - 「警視正・日丸教授の事件ノート」（2003年） - 藤山澄江
- 水曜ミステリー9・水曜エンタ・水曜ミステリー9・金曜8時のドラマ
  - 「港町人情ナース1」（2006年） - 島田香苗
  - 「駐在刑事」 （テレビ東京） - 池原美也子  
    - 水曜ミステリー9「駐在刑事 奥多摩渓谷・殺意の夜想曲」（2014年4月2日）
    - 水曜ミステリー9「駐在刑事2」（2015年4月15日）
    - 水曜ミステリー9「奥多摩駐在刑事3」（2015年9月16日）
    - 水曜ミステリー9「駐在刑事4」（2016年12月4日）
    - ドラマ特別企画「駐在刑事スペシャル」（2017年10月13日）
    - 金曜8時のドラマ「駐在刑事」（2018年10月19日 - 12月7日）
    - 金曜8時のドラマ「駐在刑事 Season2」（2020年1月24日 - 3月6日）
    - 金曜8時のドラマ「駐在刑事 Season3」（2022年1月14日 - 2月25日 ）[13]
    - 月曜プレミアム8「駐在刑事 スペシャル 2023」（2023年9月25日）[14]
- モリのアサガオ（2010年） - 及川佐和子
- 僕らプレイボーイズ 熟年探偵社（2015年） - 中西寛子
- 釣りバカ日誌〜新入社員 浜崎伝助〜（2015年） - 鈴木久江
- 病院の治しかた〜ドクター有原の挑戦〜（2020年） - 徳永芳恵
- 珈琲いかがでしょう 最終話（2021年5月24日） - 幸子
- 孤独のグルメ Season9 第12話（2021年9月25日） - お母さん 役

#### WOWOW
- 結党!老人党（2009年） - 宮下のり子
- なぜ君は絶望と闘えたのか（2010年） - 佐々木和子
- 誤断（2015年） - 槙田弘子

#### その他
- 鬼平外伝 正月四日の客（2013年1月3日、時代劇専門チャンネル） - おこう

### 映画
- さえてるやつら（1973年） - 高野和子
- 混血児リカ ハマぐれ子守唄（1973年） - 娘・ジュン
- 同胞[1]（はらから）（1975年） - 小野佳代子
- 遠い一本の道（1977年） - 滝ノ上由紀
- 難病「再生不良貧血性」と闘う 君はいま光のなかに（1978年） - 福本圭子
- 青葉学園物語（1981年） - ちい先生
- 陽暉楼（1983年） - 吉弥
- MISTY（1991年） - 藤川瑞枝
- 一杯のかけそば [1]（1992年） - 北海亭おかみ
- 地雷を踏んだらサヨウナラ（1999年） - 一ノ瀬信子
- ベルナのしっぽ（2006年） - 塚田俊子
- 椿山課長の七日間（2006年） - 市川静子
- おっぱいバレー（2009年） - 原田の妻
- パラレル（2009年）
- ぼくとママの黄色い自転車（2009年） - 山岡静子
- ゼロの焦点（2009年） - 板根絹江
- 岳-ガク-（2011年）- 谷村文子
- 臨場・劇場版（2012年）
- 大奥〜永遠〜［右衛門佐・綱吉篇］（2012年） - 牧野成貞
- ヨコハマ物語（2013年） - 田辺薫
- 六月燈の三姉妹（2013年11月9日先行公開、2014年5月31日全国公開） - 中薗惠子
- 神様のカルテ2（2014年） - 貫田千代
- 春を背負って（2014年） - 高野かね
- 駅までの道をおしえて（2019年） - サヤカの祖母
- 望み（2020年10月9日、KADOKAWA） - 織田扶美子  [15]
- ラーゲリより愛を込めて（2022年） - 山本マサト
- 明日を綴る写真館（2024年6月7日、アスミック・エース） - 鮫島桜 [16]
- 富士山と、コーヒーと、しあわせの数式（2025年公開予定） - 安藤文子（豆原一成とダブル主演）[17]

### 舞台
- 破れ太鼓（1974年、民音文化センター）
- 遠山の金さん（1974年、明治座）
- ドラキュラ（1979年、パルコ西武劇場）
- 橋幸夫公演「花の渡り鳥」（1980年、新宿コマ劇場）
- 五木ひろし公演「旅がらす森の石松」（1980年、浅草国際劇場）
- ドレッサー（1981年、日生劇場）
- むかしも今も（1982年、芸術座）
- 生きていく私（1984年、帝国劇場）
- 花へんろ（1988年、東京宝塚劇場）
- 女たちの夜明け（1989年9月5日 - 28日、帝国劇場）
- 女系家族（1994年、帝国劇場）
- ニール・サイモン「二番目の囚人」（1994年、東京芸術劇場）
- 音楽朗読劇「イキヌクキセキ〜十年目の願い〜」（2013年4月10日 - 13日、東京グローブ座）
- 音楽のある朗読会「あなたがいたから〜わたしの越路吹雪〜」（2023年、けやきホール）[18]
- 星の王子さま Le Petit Prince 〜きみとぼく〜（2024年、BAROOM）[19]

### PV
- 湘南乃風 「純恋歌」（2006年3月8日）
- DREAMS COME TRUE 「今日だけは」（2006年11月29日）

### 吹き替え
- リア王（コーディリア〈ブレンダ・ブレッシン〉）※NHK版

### ラジオドラマ
- アドベンチャーロード 「謀殺の弾丸特急」（1987年2月2日 - 16日、NHK-FM）
- カフェテラスのふたり 「時のカフェテラス」（1987年10月12日 - 23日、NHKFM）
- 大鵬薬品Presents 10分の幸せものがたり（2009年10月11日 - 、TBSラジオ）
- FMシアター （NHK-FM）
  - 「家族の肖像〜硫黄島からの手紙」（2012年2月18日） - 山下有子 [20]
  - 「こんぴら夫婦」（2012年9月22日） - 坂田文子 [21]
  - 「もう一度、夫婦で」（2015年2月14日） - 裕子 [22]
  - 「尋ね人」（2016年5月7日） - 杉田美月 [23]
  - 「春までの旅」（2017年2月18日）[24]
  - 「よい宵の祭り」（2017年8月26日） - 吉井梅子[25]
  - 『ヘルプマン -俺たちの介護物語-』（全5回）（2022年9月3日 - 10月8日） - 宮園マチコ 役[26]
    - 「第2回 希望は、あるか？」（2022年9月17日）[27]
    - 「第3回 極楽へ、行こう」（2022年9月24日）[28]
    - 「第4回 告発」（2022年10月1日）[29]

  - 「家族を因数分解」（2023年9月16日） - 律子 [30]
  - 『アイニク憶えはありませんが』（2025年5月24日） - 桜庭和子 役[31]

### ラジオ
- 岡田惠和 今宵、ロックバーで〜ドラマな人々の音楽談義〜　第155回（2015年5月23日、NHK-FM）[32]
- ラジオ深夜便「ミッドナイトトーク」（2019年 - 2021年、NHKラジオ第1） - 奇数月の月曜担当
- 大竹まこと ゴールデンラジオ!（2023年12月4日、文化放送）

### バラエティ
- クイズダービー （TBS）

竹下景子が1986年4月の産休時に、代役として4枠の席に2週間座った経験がある。成績は合計4勝12敗で正解率2割5分。（まるごと大集合の時の4枠の成績も含めると、9勝15敗で正解率3割7分5厘｡）5枠ゲストの出演も含めると約3割（2勝6敗 - 3勝5敗ペース）の成績だった。
- 連想ゲーム（NHK総合）（1988年 - 1991年の間、レギュラー出演）
- おもしろ博士クイズ（日本テレビ） - マドンナ博士として不定期出演
- とんねるずのみなさんのおかげです（フジテレビ） - 90年代前半に不定期出演
- 平成教育委員会（フジテレビ） - 不定期出演
- なるほど!ザ・ワールド（フジテレビ）
- 中居くん温泉（1996年7月 - 1997年3月、読売テレビ） - レギュラー出演
- くりぃむクイズ ミラクル9（テレビ朝日） - 不定期出演
- ネプリーグ (フジテレビ)
- 三枝の愛ラブ!爆笑クリニック（1986年10月 - 1987年9月、1988年12月 - 1989年6月、関西テレビ） - 6代目アシスタント
- 第40回衆議院議員総選挙 自由民主党政見放送（1993年） - 司会
- 生中継 ふるさと一番!（2009年11月 - 2011年3月、NHK総合） - 旅人
- 大人の山歩き-自分に出会える百名山- （2012年10月6日から2013年9月28日、テレビ朝日）
- 孤高の頂 北アルプス槍ヶ岳（2013年9月11日、信越放送制作（9月21日、BS-TBS）） - ナビゲーター
- わが家のリフォーム物語（2014年1月20日 - 、BS日テレ） - ナビゲーター
- 田部井淳子 人生のしまいかた（2017年、NHK総合） - ナレーション

### CM
- 安田生命（現：明治安田生命）
- 名鉄運輸
- サントリー
  - ロコモア（2016年）
  - サントリーウエルネス株式会社「ロコモア」（2018年7月 - ）
- ゼンショー「すき家」（2011年11月 - ）
- 江崎グリコ チーザ・チェダーチーズ（2012年5月15日 - ）[33]
- LIXIL
  - リフォームした実家・キッチン・ガーデンルーム 「暮らしを育てる。/リフォーム」篇（2012年9月8日 - ）[34]
  - 二人の特等席・窓・NEW 「サーモス 特等席の窓辺」篇（2013年1月1日 - ）[35]
  - 庭から暮らしを育てよう・ガーデンルーム（2012年10月4日 - ）[36]
- くらしの友「事前相談」（2018年1月 - ）
- ヤマダホールディングス「ヤマダデンキ」（2021年6月 - ）

## 著書
- 『山なんて嫌いだった』（1999年6月、山と溪谷社）ISBN 978-4635171458
- 『市毛良枝の里に発見伝―関東近郊の里山21コースを徹底ガイド』（2003年2月、講談社）ISBN 978-4062115117
- 『山なんて嫌いだった(ヤマケイ文庫)』（2012年1月20日、山と溪谷社）ISBN 978-4635047395

## ディスコグラフィ

### シングル
1. 四万十川慕情（1984年10月、コロムビア、AH-515）
  - 作詞：くのたかし / 作曲：平尾昌晃 / 編曲：馬飼野俊一

（c/w ひとり清里）
2. 山遊歌（2000年6月21日、コロムビア、COCC-15362）※「みなみらんぼう&市毛良枝」名義作品
  - 作詞：みなみらんぼう / 作曲：みなみらんぼう / 編曲：石原眞治

（c/w もしもある日俺が）

### アルバム
- 市毛良枝の小さな旅（1985年、コロムビア、AF-7341）

## ビデオ・DVD
- DVD登山学校 － 市毛良枝と学ぶ登山の基礎技術（ビデオ全10巻・2000年3月、DVD全6巻・2009年2月、山と溪谷社）